# Żuków (powiat przysuski)
Żuków – wieś w Polsce położona w województwie mazowieckim, w powiecie przysuskim, w gminie Wieniawa. Ma status sołectwa.
Prywatna wieś szlachecka, położona była w drugiej połowie XVI wieku w powiecie radomskim województwa sandomierskiego. W latach 1975–1998 miejscowość należała administracyjnie do województwa radomskiego.
Wierni Kościoła rzymskokatolickiego należą do parafii św. Szczepana w Skrzynnie.

## Zabytki
We wsi znajdują się niewielkie pozostałości murowanej wieży mieszkalno-obronnej z połowy XVI wieku o wymiarach 15,5 x 9,5 m z czterema basztami w narożach o średnicy do 5 metrów. Od północy do wieży przylegał wydatny ryzalit. Obiekt dawniej otaczała fosa. Z dworu zachowały się jedynie dwie sklepione piwnice z lunetami. Fundatorem wieży byli członkowie rodu Podlodowskich herbu Janina, którzy w 1532 roku kupili dobra w Żukowie i Rykowie od Krzysztofa Szydłowieckiego. 